# Gyllenhuvad manakin
Gyllenhuvad manakin (Ceratopipra erythrocephala) är en fågel i familjen manakiner inom ordningen tättingar.

## Utbredning och systematik
Gyllenhuvad manakin delas in i tre underarter med följande utbredning:
- C. e. erythrocephala – förekommer från östra Panama till Guyana, Trinidad och Brasilien norr om Amazonfloden
- C. e. berlepschi – förekommer från tropiska sydöstra Colombia till nordöstra Peru och västra Amazonområdet i Brasilien
- C. e. flammiceps – förekommer i östra Colombia (Santander)

Underarten flammiceps inkluderas ofta i berlepschi.

## Status
Arten har ett stort utbredningsområde och beståndet anses stabilt. Internationella naturvårdsunionen IUCN listar den därför som livskraftig (LC).

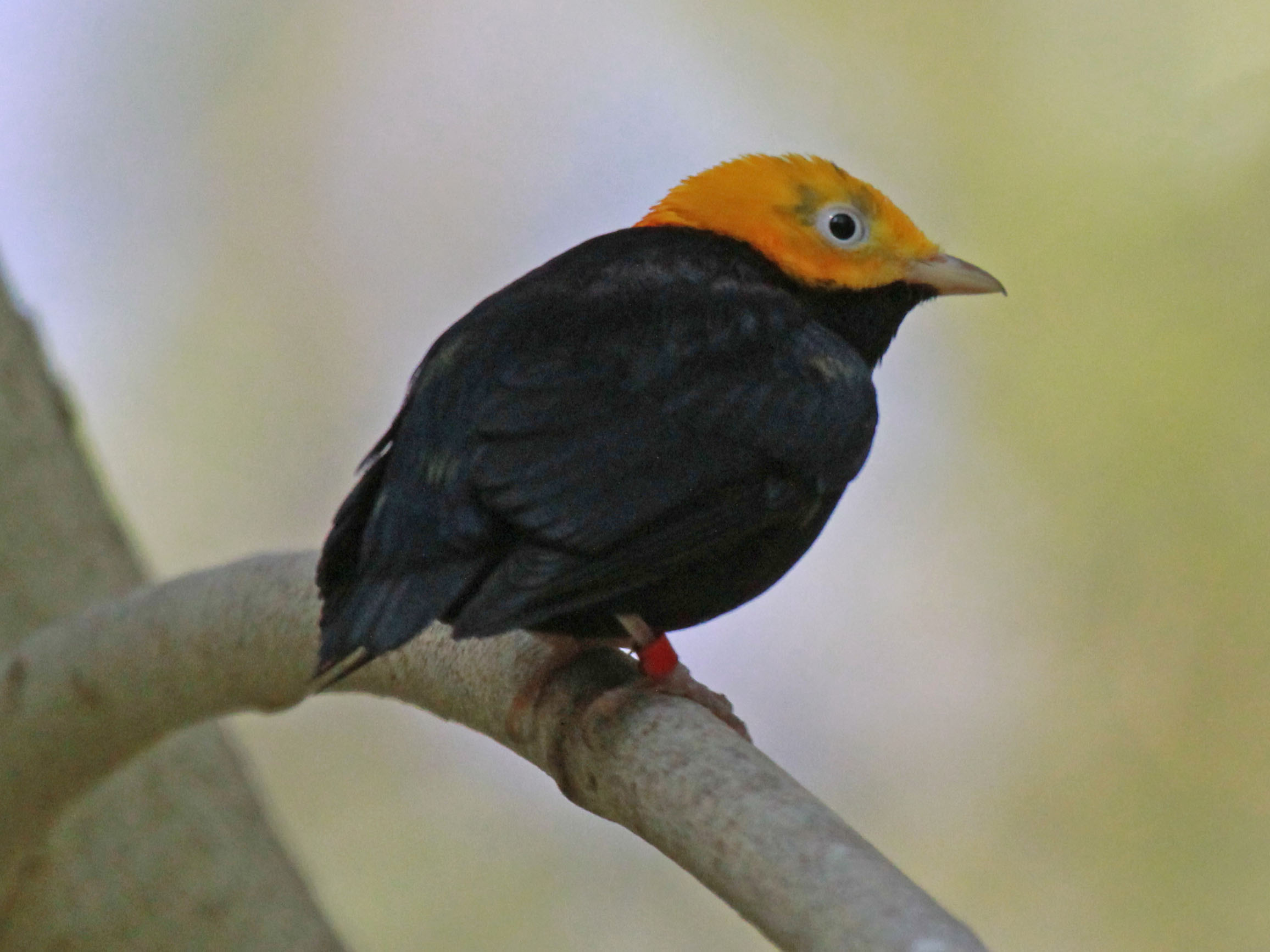